# Крайні точки Естонії
Естонія — балтійська країна Північної Європи на узбережжі Балтійського моря. Лежить між 59°49′17′′ і 57°30′33′′ північної широти, 21°45′51′′ і 28°12′38′′ східної довготи. На півночі омивається водами Фінської, а на півдні — Ризької затоки. У Балтійському морі Естонії належить Моонзундський архіпелаг. На сході країна омивається водами Чудського озера. Межує на сході з Росією, а на півдні з Латвією.

## Положення
| о. Вайндло село Карисйооді о. Ноотамаа Нарва м. Пуреккарі м. Рамсі Вяндраclass=notpageimage\| Крайні точки Естонії |

Крайні пункти Естонії з островами:
- північна точка — острів Вайндло (ест. Vaindloo saar) (59°49′17″ пн. ш. 26°21′31″ сх. д. / 59.82139° пн. ш. 26.35861° сх. д.). Належить до волості Віхула (Vihula vald), повіту Ляяне-Вірумаа (Lääne-Viru maakond).
- південна точка — поблизу села Карисйооді (ест. Karisöödi) (57°30′33″ пн. ш. 26°37′00″ сх. д. / 57.50917° пн. ш. 26.61667° сх. д.). Волость Миністе (Mõniste vald), повіт Вирумаа (Võru maakond).
- західна точка — острів Ноотамаа (ест. Nootamaa) (58°19′20″ пн. ш. 21°45′51″ сх. д. / 58.32222° пн. ш. 21.76417° сх. д.). Належить до волості Лаанесааре (Lääne-Saare vald), повіту Сааремаа (Saare maakond).
- східна точка — річка Нарва (ест. Narva jõgi) в місті Нарва (ест. Narva) (59°22′13″ пн. ш. 28°12′36″ сх. д. / 59.37028° пн. ш. 28.21000° сх. д.), яке належить до повіту Іда-Вірумаа (Ida-Viru maakond).

Крайні пункти материкової Естонії:
- північна точка — мис Пуреккарі (ест. Purekkari) (59°40′31″ пн. ш. 25°41′49″ сх. д. / 59.67528° пн. ш. 25.69694° сх. д.). Волость Куусалу (Kuusalu vald), повіт Гар'юмаа (Harju maakond).
- південна точка — село Карисйоді (ест. Karisöödi) (57°30′33″ пн. ш. 26°37′00″ сх. д. / 57.50917° пн. ш. 26.61667° сх. д.).
- західна точка — мис Рамсі (ест. Ramsi) (59°01′31″ пн. ш. 23°24′15″ сх. д. / 59.02528° пн. ш. 23.40417° сх. д.). Волость Ноароотсі (Noarootsi vald), повіт Ляянемаа (Lääne maakond).
- східна точка — Нарва (ест. Narva) (59°22′13″ пн. ш. 28°12′36″ сх. д. / 59.37028° пн. ш. 28.21000° сх. д.).

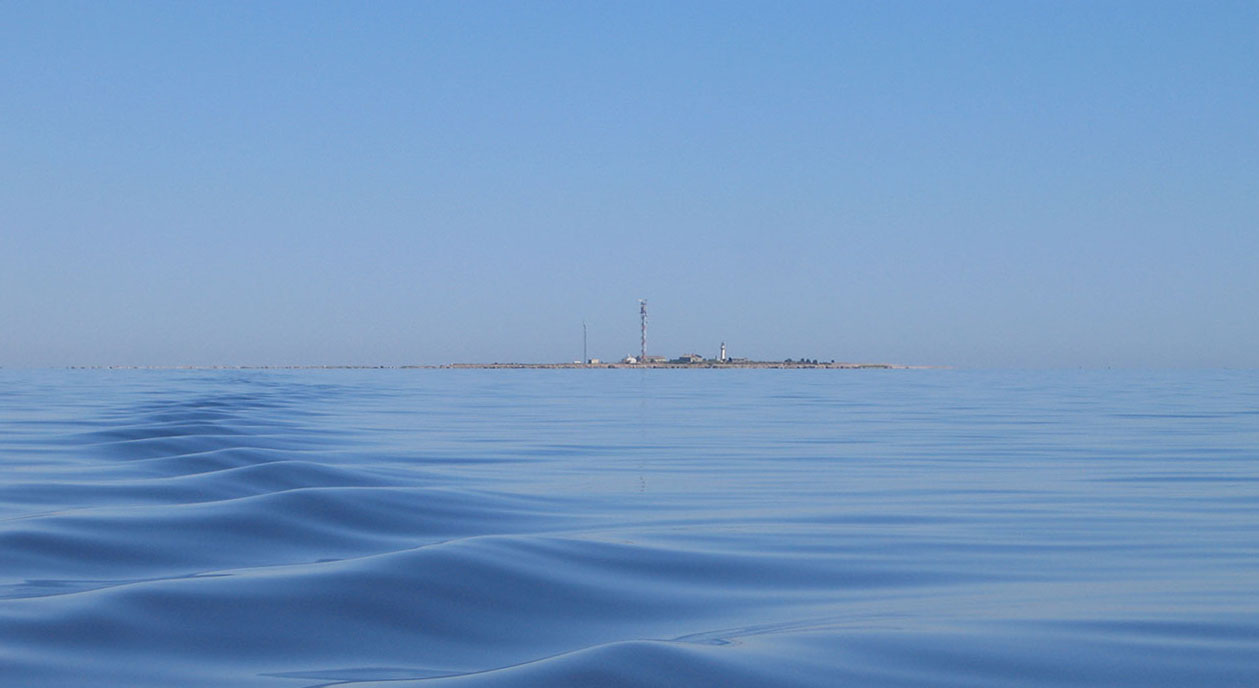
Вайндло з моря
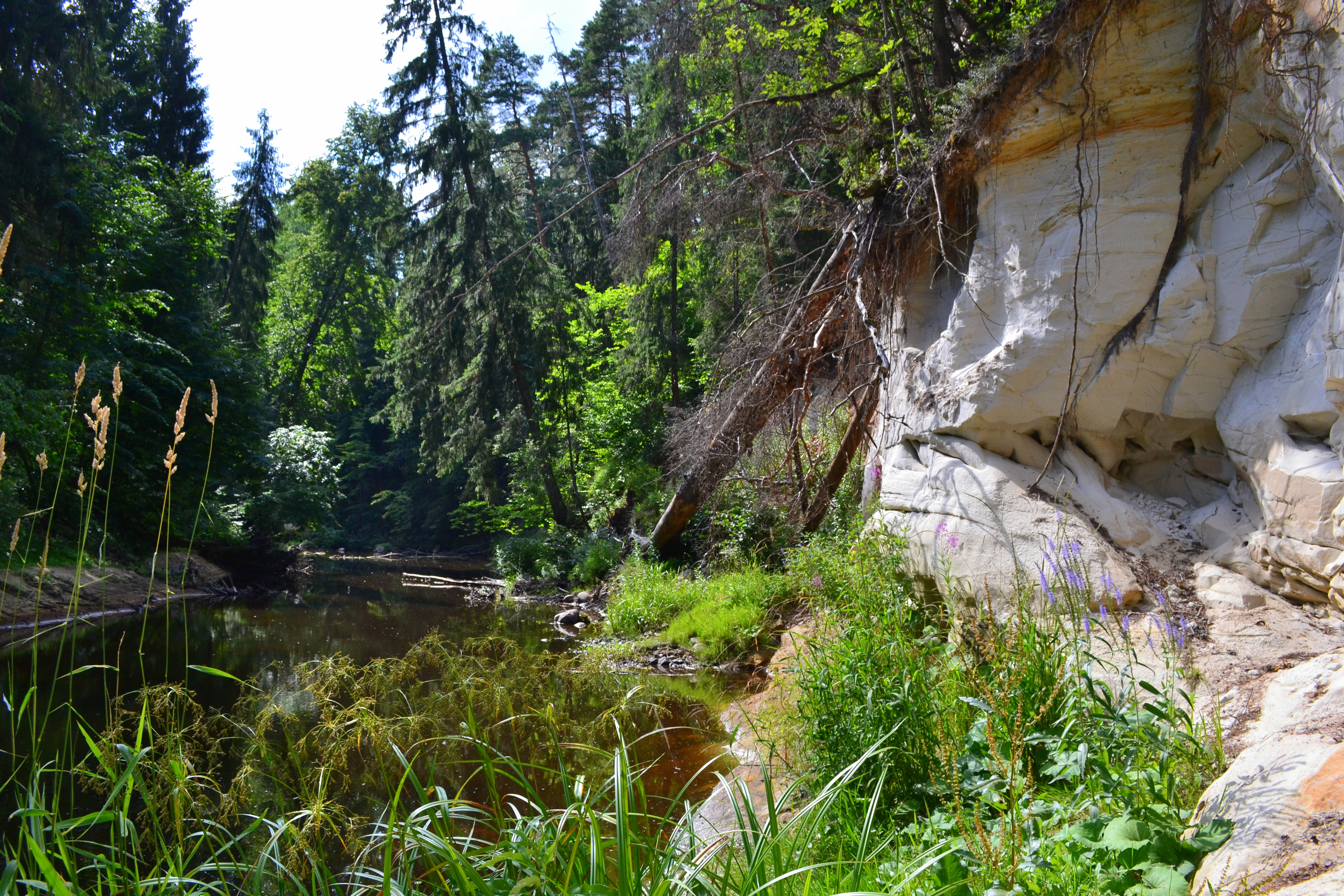
У волості Миністе на річці Пеетрі
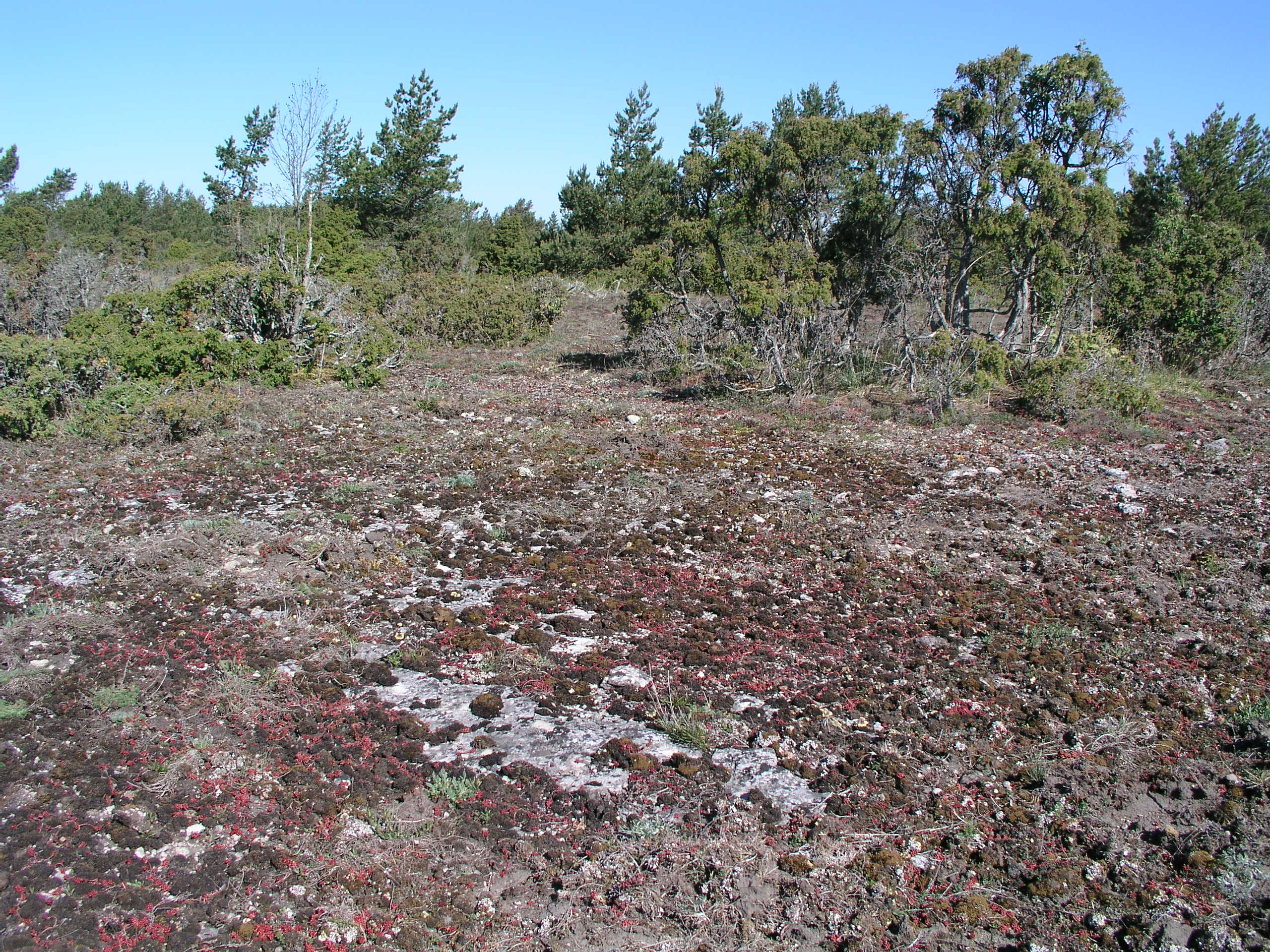
Ландшафт західних островів
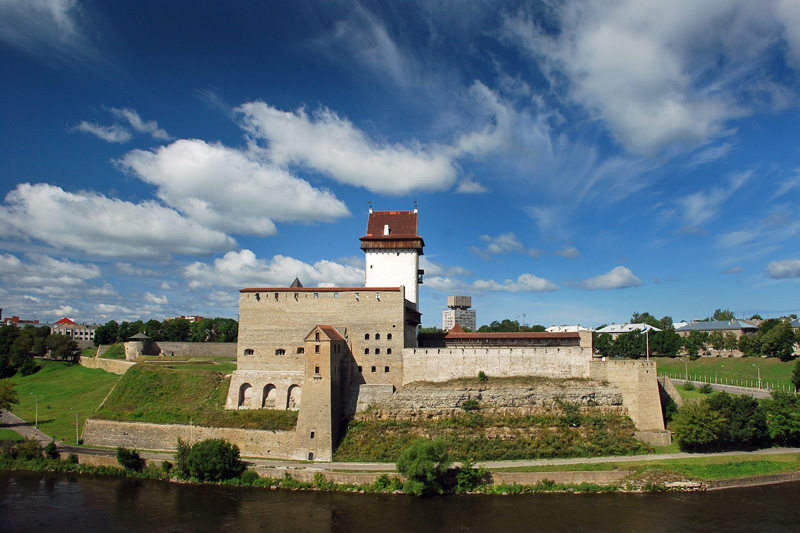
Нарвський замок
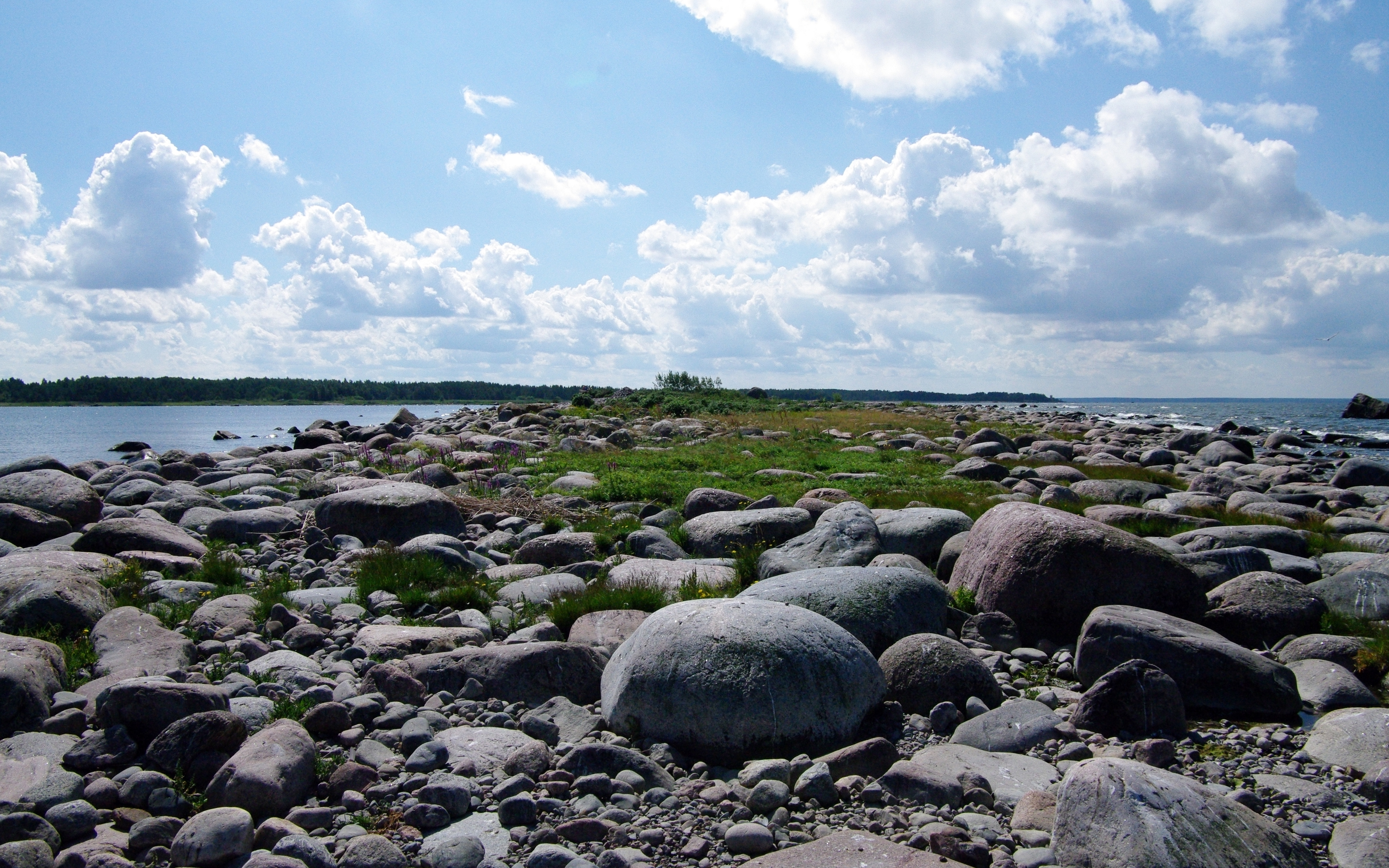
Мис Пуреккарі
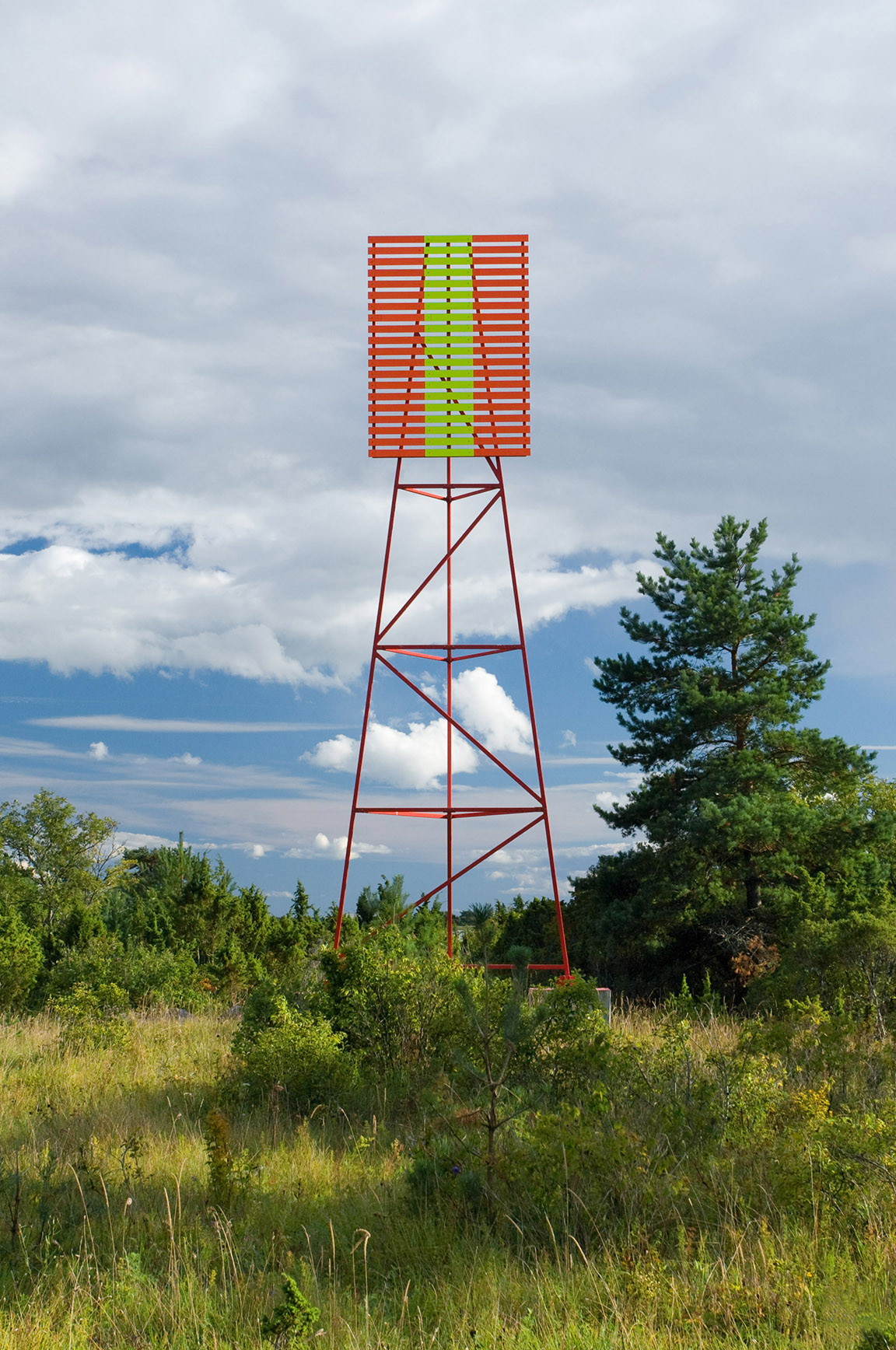
На мисі Рамсі

Географічний центр Естонії (58°39′55″ пн. ш. 24°59′15″ сх. д. / 58.66528° пн. ш. 24.98750° сх. д.) лежить на захід від населеного пункту Вяндра (ест. Vändra).

## Рельєф

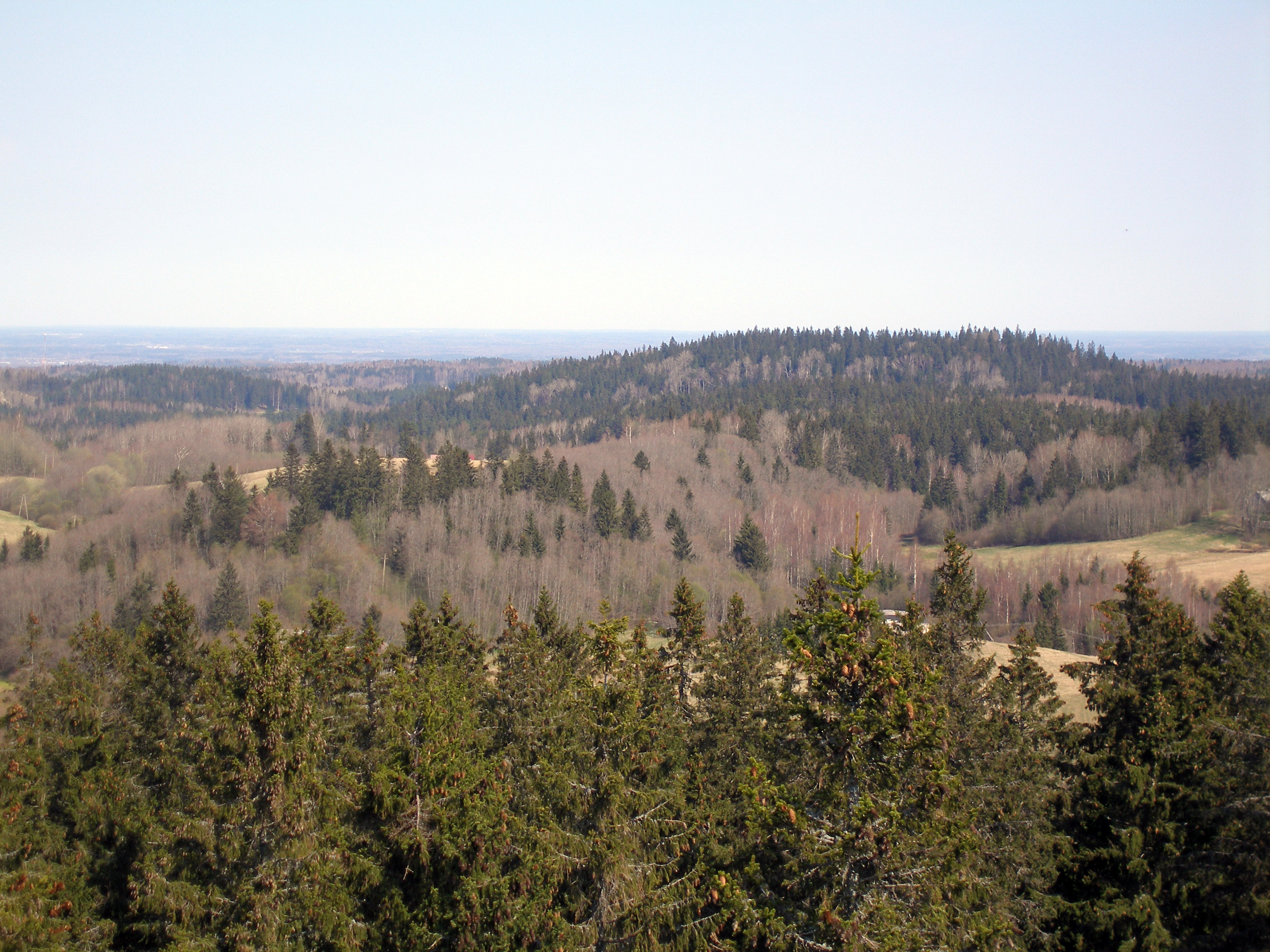
Височина Хаанья

Найвищим пунктом Естонії є гора Суур Мунамяґі (ест. Suur Munamägi) з висотою у 318 м, що на височині Хаанья. Гора розташована за координатами (57°42′52″ пн. ш. 27°3′33″ сх. д. / 57.71444° пн. ш. 27.05917° сх. д.) поблизу села Хаанья (Haanja), волості Хаанья (Haanja vald), повіту Вирумаа (Võru maakond).
Найнижча точка — уріз води Балтійського моря 0 м.

## Населені пункти
- Найпівнічніший населений пункт — місто Локса (ест. Loksa) (59°35′32″ пн. ш. 25°42′23″ сх. д. / 59.59222° пн. ш. 25.70639° сх. д.), повіт Гар'юмаа.
- Найпівденніший населений пункт — селище Міссо (ест. Misso) (57°35′38″ пн. ш. 27°12′34″ сх. д. / 57.59389° пн. ш. 27.20944° сх. д.), волость Міссо, повіт Вирумаа.
- Найзахідніший населений пункт — селище Кіхельконна (ест. Kihelkonna) (58°21′52″ пн. ш. 22°01′15″ сх. д. / 58.36444° пн. ш. 22.02083° сх. д.), волость Кіхельконна (Kihelkonna vald), повіт Сааремаа.
- Найзахідніший населений пункт на континенті — місто Хаапсалу (ест. Haapsalu) (58°55′56″ пн. ш. 23°29′09″ сх. д. / 58.93222° пн. ш. 23.48583° сх. д.), повіт Ляянемаа.
- Найсхідніший населений пункт — місто Нарва (ест. Narva) (59°22′13″ пн. ш. 28°12′36″ сх. д. / 59.37028° пн. ш. 28.21000° сх. д.), повіт Іда-Вірумаа.

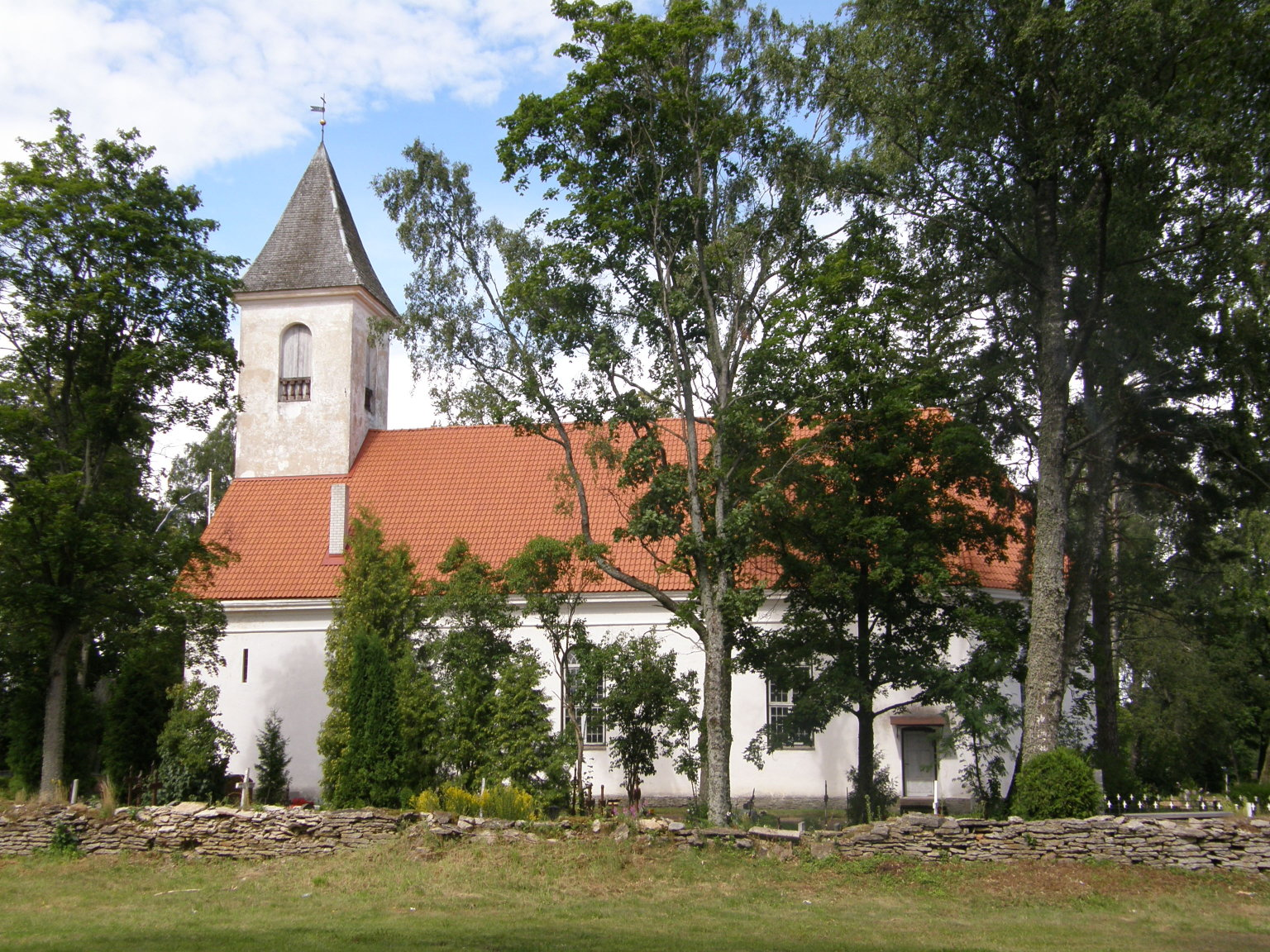
Кирха Святої Діви Марії в Локсі
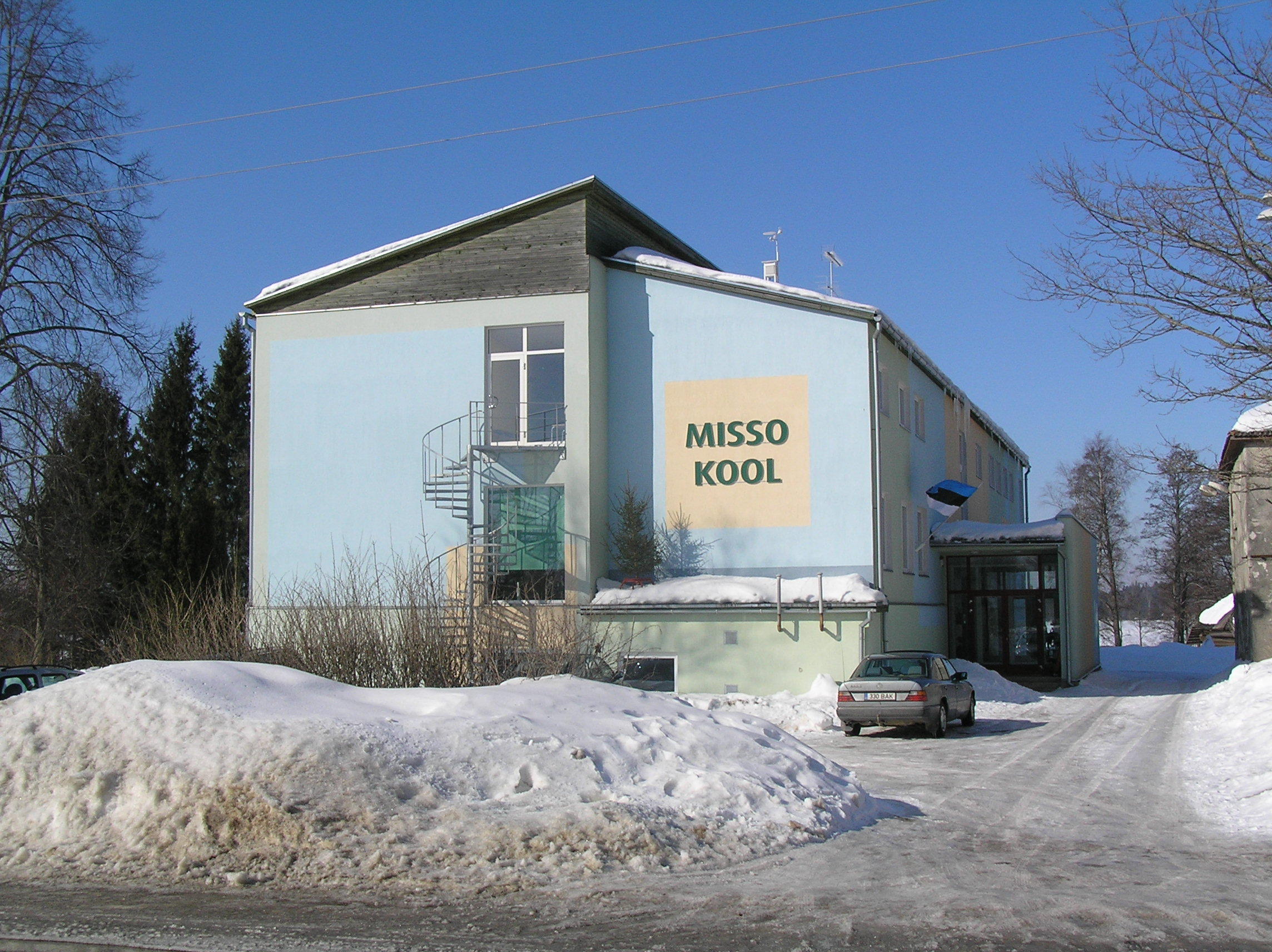
Школа у Міссо
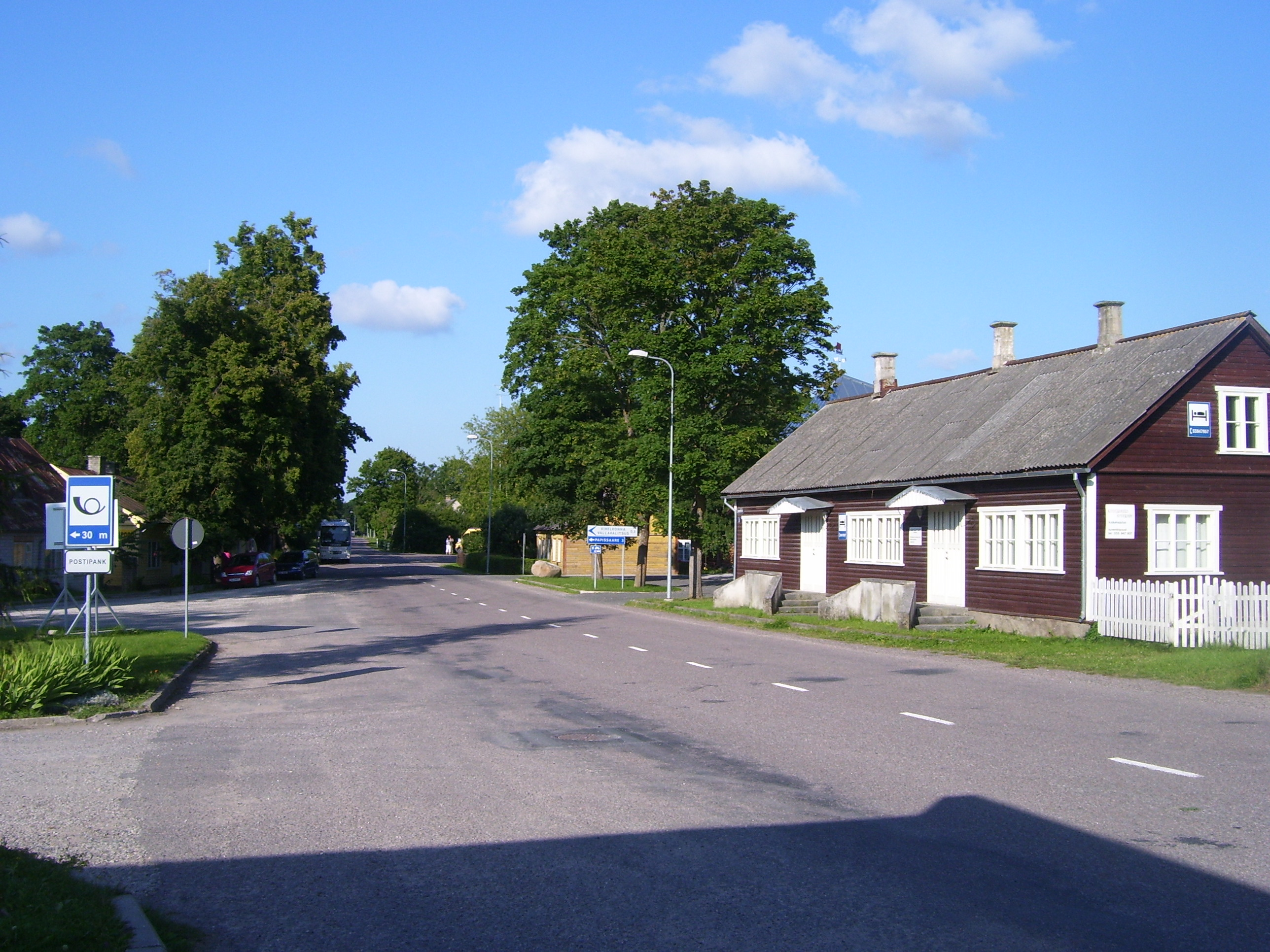
Центр Кіхельконни
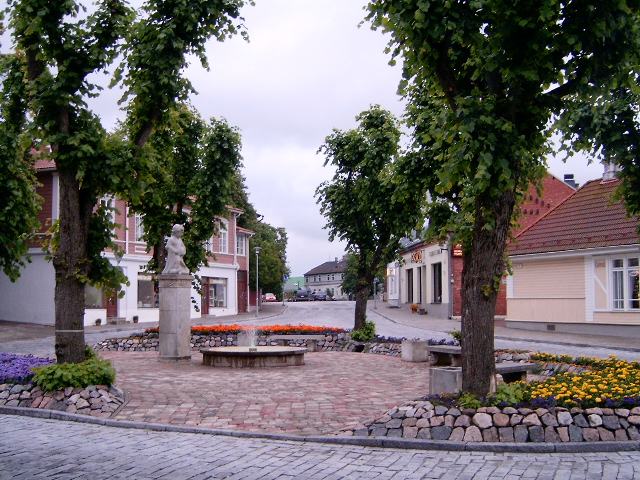
Центр Хаапсалу
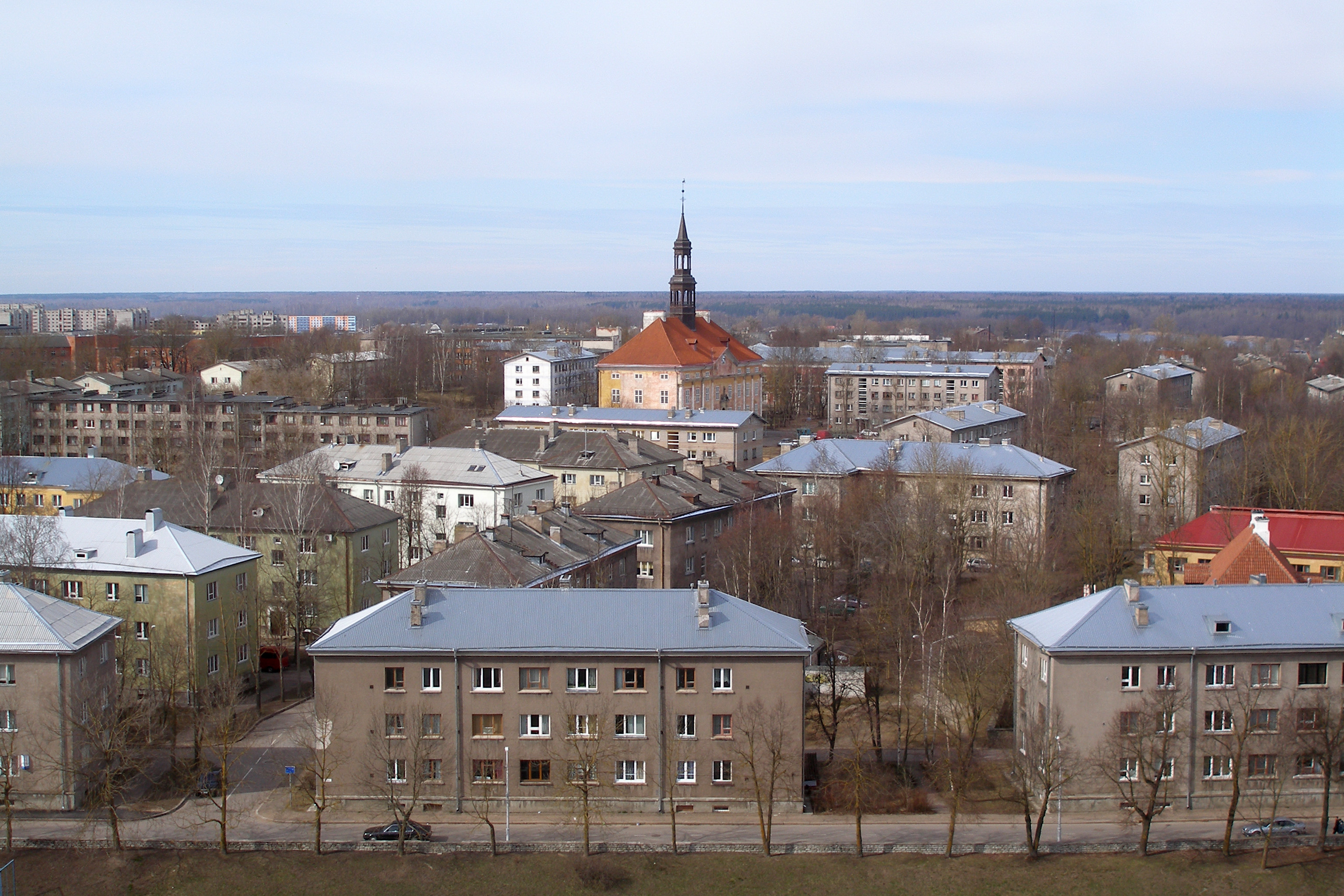
Старе місто Нарви